# Mario Vegetti

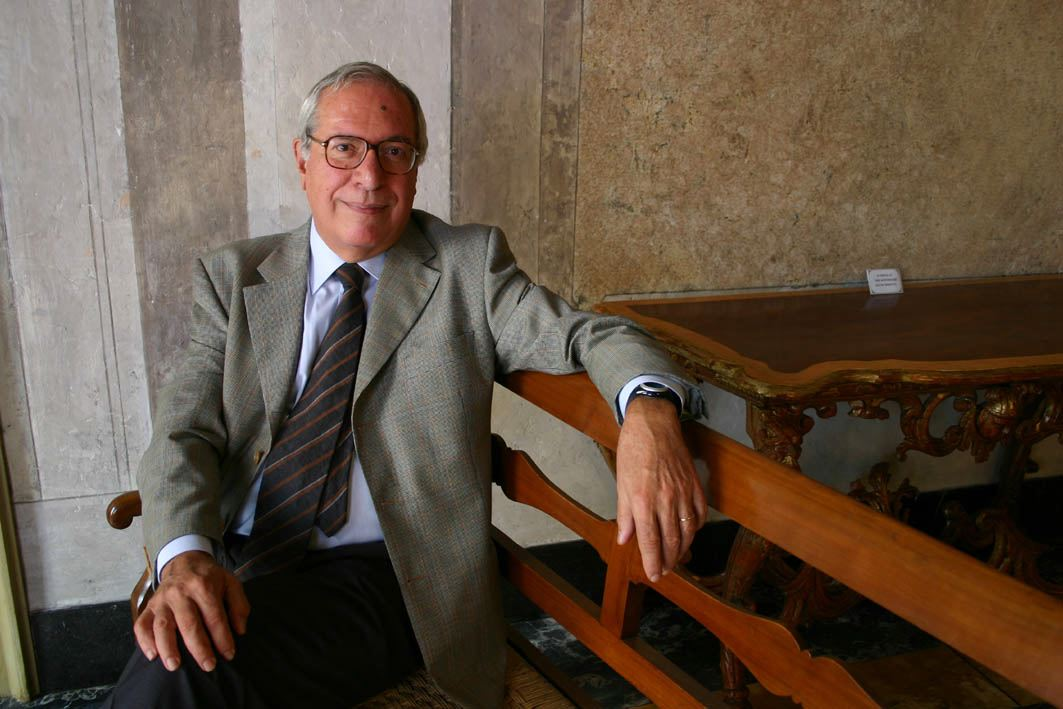
Mario Vegetti

Mario Vegetti (* 4. Januar 1937 in Mailand; † 11. März 2018 ebenda) war ein italienischer Gräzist und Philosophie- sowie Medizinhistoriker.
Nach dem Studium an der Universität Pavia, als Student am Collegio Ghislieri, erhielt Vegetti die laurea 1959 mit einer Arbeit über das Geschichtswerk des Thukydides. 1967 erwarb Vegetti die libera docenza in Geschichte der antiken Philosophie. Ab 1975 wirkte er am Dipartimento di Filosofia der Universität Pavia als ordentlicher Professor für die Geschichte der antiken Philosophie.
Sein Hauptwerk ist eine mit Kommentaren verschiedener Autoren versehene Übersetzung von Platons Staat.

## Werke (Auswahl)
- Il coltello e lo stilo, Il Saggiatore, Milano, I ediz.1979, II ediz., 1996
- Tra Edipo e Euclide, Il Saggiatore, Milano, 1983
- L'etica degli antichi, Laterza, Roma-Bari, 1989
- La medicina in Platone, Il Cardo, Venezia, 1995
- Platone, La repubblica. Traduzione e commento. Bibliopolis, Neapel 1998–2007.
  - Band 1: Libro I. 1998.
  - Band 2: Libri II e III. 1998.
  - Band 3: Libro IV. 1998.
  - Band 4: Libro V. 2000.
  - Band 5: Libro VI–VII. 2003.
  - Band 6: Libro VIII–IX. 2005.
  - Band 7: Libro X. 2007.